# Ураками
Ураками (яп. 浦上) — район на севере Нагасаки, в Японии, на который пришелся эпицентр взрыва атомной бомбы, сброшенной на город 9 августа 1945 года.
Деревня Ураками располагалась на левом берегу одноименной реки. Позднее, с ростом города Нагасаки, она вошла в состав города. В этом районе традиционно селились японцы-католики. После завершения периода самоизоляции страны, в 1865 году священник Бернар Птижан восстановил церковную жизнь в местной католической общине. В Ураками был построен величественный католический собор, посвященный Пресвятой Деве Марии, и ставший самым большим собором в Восточной Азии.
В районе Ураками находились также два оружейных завода компании Мицубиси.
9 августа 1945 года в 11.02. на Нагасаки была сброшена атомная бомба. Эпицентр атомного взрыва пришелся на собор Ураками, в котором по случаю торжества Успения Пресвятой Богородицы собралось много верующих людей. Все они умерли мгновенно. Все жители района погибли, а здания были уничтожены.
Сегодня собор Ураками восстановлен. Житель района, Такаси Нагаи, прозванный современниками «святым из Ураками», врач-христианин, переживший атомную бомбардировку, в которой он потерял жену, посадил на месте взрыва атомной бомбы 1000 вишен, цветами которых местные жители украшают свои дома, отмечая каждую годовщину взрыва.